# ニコラ＝アントワーヌ・トーネー
ニコラ＝アントワーヌ・トーネー（Nicolas-Antoine Taunay、1755年2月10日 - 1830年3月20日）はフランスの画家である。フランス革命の後、「フランス美術家使節団」（Missão Artística Francesa ）の一員としてブラジルに渡った。

## 略歴
パリに生まれた。父親はエナメル画家であった。15歳になって、パリのエコール・デ・ボザールに入学し、ニコラ・ベルナール・レピシエに学んだ。ブレネ(Nicolas-Guy Brenet)やフランチェスコ・カサノヴァ(Francesco Giuseppe Casanova)のスタジオでも学んだ。奨学金を得て、1784年から1787年までローマに留学した。1787年に帰国し、サロン・ド・パリに出展した。フランス革命が始まると、革命を称える画題を選んで出展しなければならなかった。1795年に芸術アカデミーが再興されると会員に選ばれた。ナポレオンが権力を掌握した時代には、ナポレオンの軍隊の戦いを題材に描くことになった。
ナポレオンの時代が終わった時、ナポレオンのために働いた多くの芸術家が仕事を失うことになった。当時、ブラジル、リオデジャネイロに遷都していたポルトガル王、ジョアン6世の政府が、美術アカデミーをつくるための教師として10数人の「フランス美術家使節団」が組織されブラジルに渡った。フランス内務省の役人だった美学者のルブルトン(Joachim Lebreton)が組織し、画家のジャン＝バティスト・デブレ(Jean-Baptiste Debret)やトーネーの弟の彫刻家のオーギュスト＝マリー・トーネー(Auguste Marie Taunay)、版画家のプラディエ(Charles-Simon Pradier)らがメンバーに含まれていて、新たに創設されたブラジル帝立美術アカデミー（Academia Imperial de Belas Artes）の中核となる構想であった。トーネーは1816年3月にリオデジャネイロに到着し、アカデミーの教授に任じられた。
このフランスの芸術家たちと、現地のポルトガルの知識人との間はうまく行かなかった。ポルトガルの人々は元々、ナポレオンの侵攻を受けてブラジルに逃れた経験からフランス人を好いていなかったし、フランス語による教育の強制に反発があった。フランス人たちは1819年に校長だったルブルトンが没した後、ポルトガル人のダシルバ(Henrique José da Silva)が校長に選ばれたことに不満を持った。トーネーは1821年にフランスに帰国したが、多くのブラジルの風景画を残した。
1830年にパリで没した。

## 作品

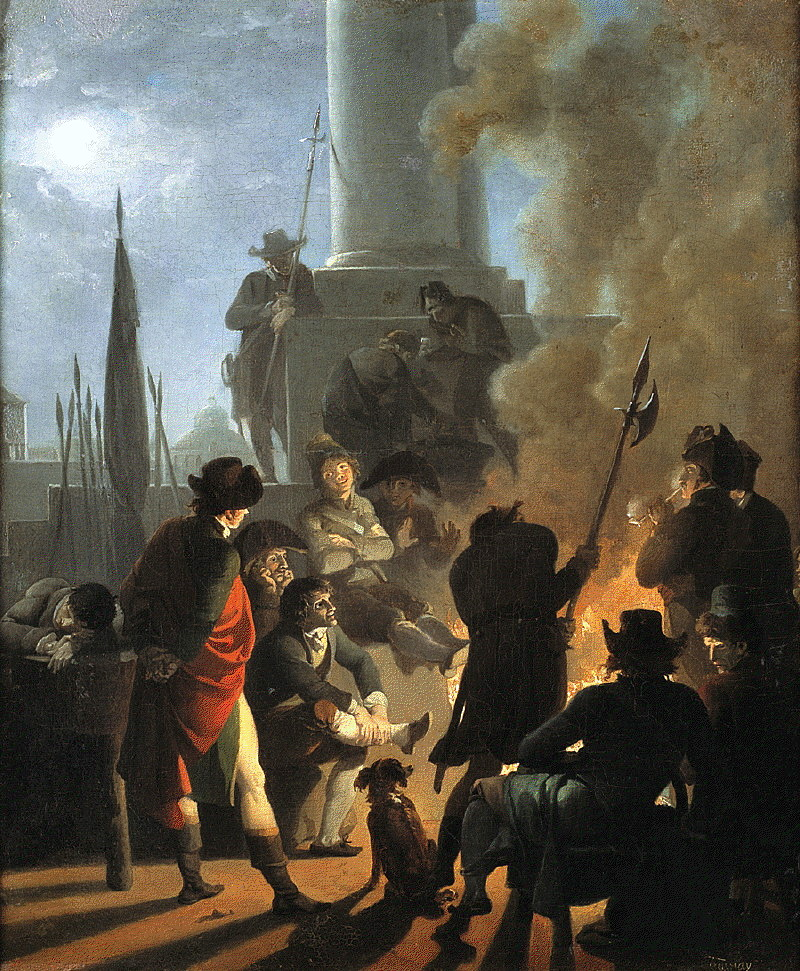
『サン・キュロットの集団』(1790)
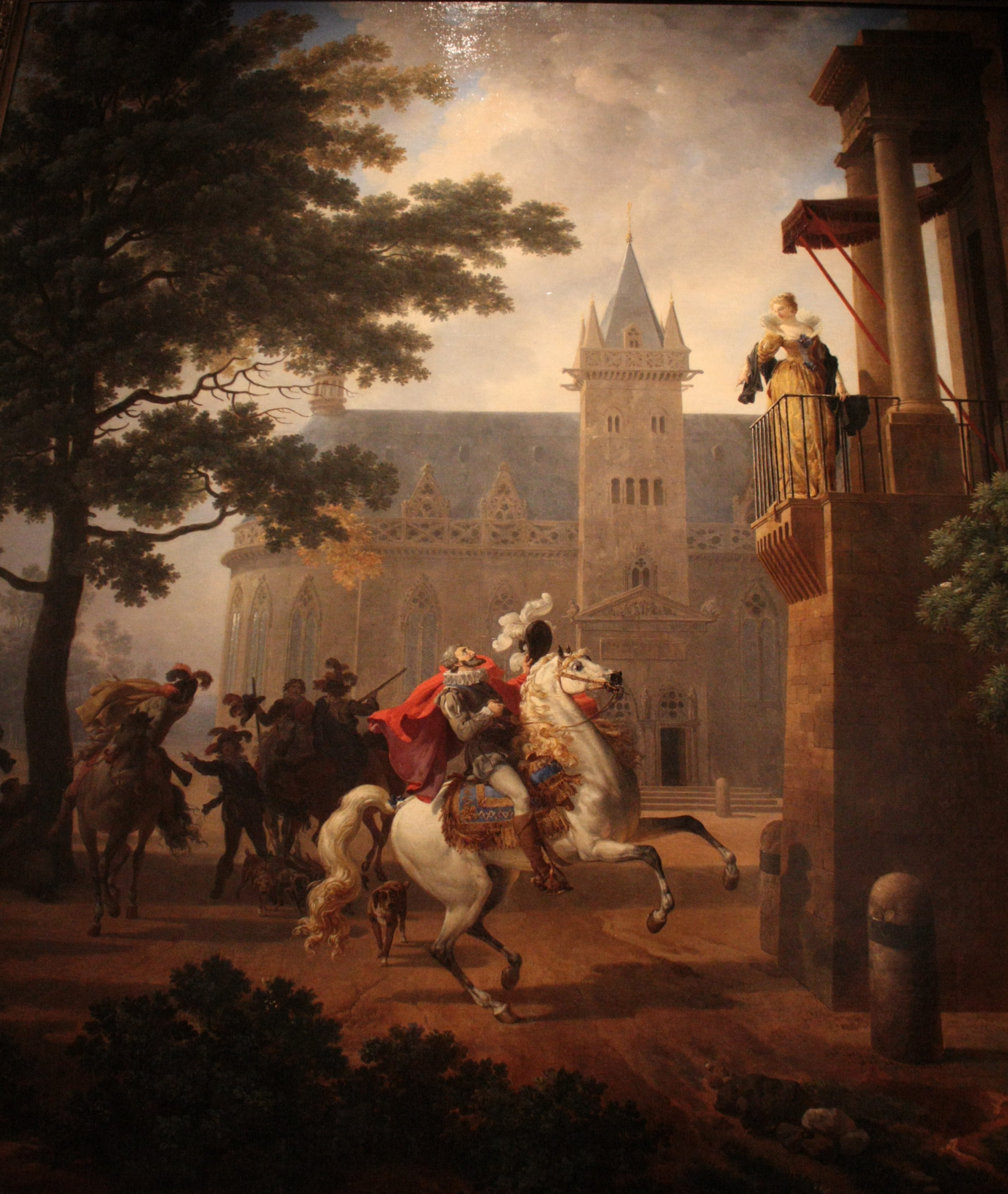
馬に乗るアンリ4世 (フランス王)アンリ4世
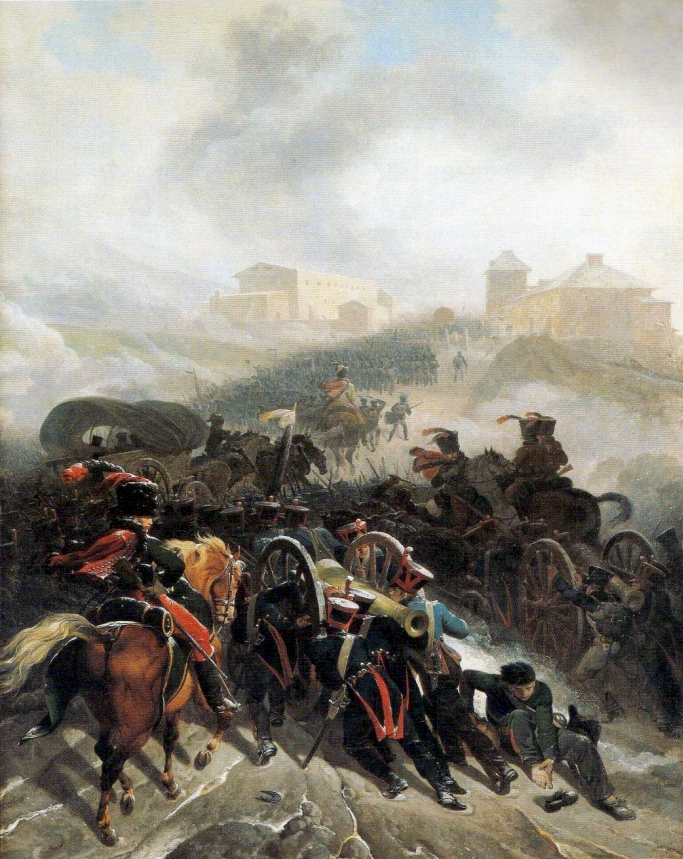
半島戦争中のアダラーマ山脈を通るフランス軍
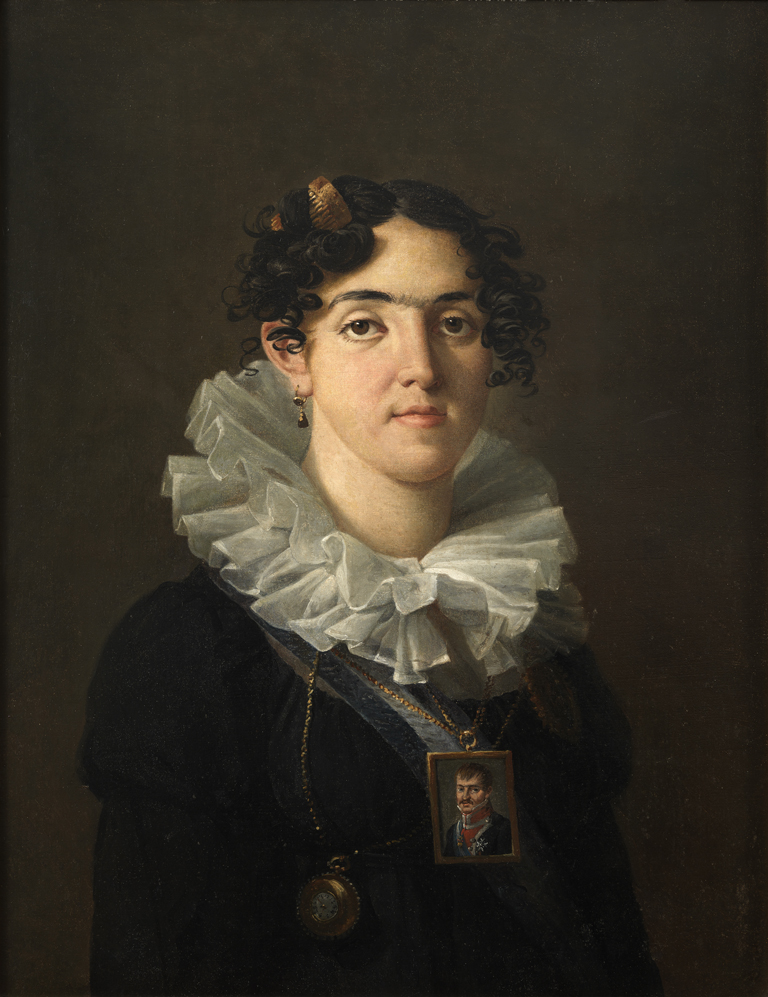
マリア・テレザ・デ・ブラガンサの肖像画